# Bizoręda
Bizoręda est une localité polonaise de la gmina de Sobków, située dans le powiat de Jędrzejów en voïvodie de Sainte-Croix.la loie portant sur ksndeye 256